# Heat Islands Story
Heat Islands Story（ヒート・アイランズ・ストーリー）は、かつてエフエム北海道（AIR-G'）が放送していたノンストップミュージック番組。

## 概要
1993年4月、AIR-G'が24時間放送の開始により放送となった。
ノンストップミュージック番組であるとおり番組内容は、開始と終了の英語アナウンスがある以外は早朝まで音楽をかけ続けるだけでCMの放送は一切なし。北海道新聞（道新）のラジオ欄には「ヒート・アイランズ」と表記されていた。
2003年ごろに番組タイトルを「Sound Cube」にタイトルを変更して放送しているが番組内容は基本的に同じである。

## 放送時間
- 月-土曜日（3:00 - 5:00）
- 日曜日（4:00 - 6:00）

## 後継番組
- Sound Cube
- MUSIC PATIO